# ニッキー・ハンター

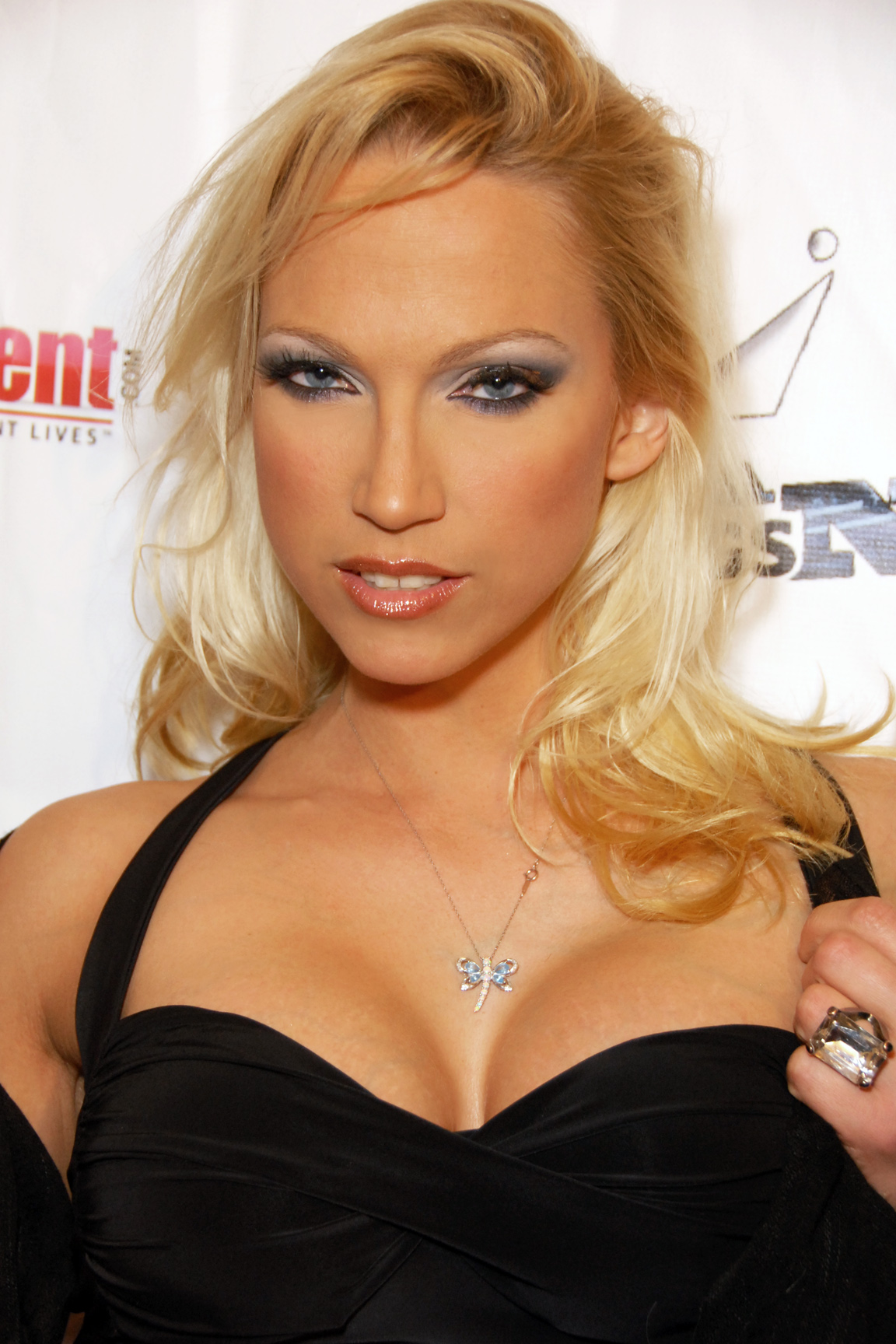
ニッキー・ハンター

ニッキー・ハンター（Nicki Hunter、 1979年12月19日 - ）は、アメリカ合衆国のポルノ女優。フロリダ州レイクワース出身。

## 経歴
2005年にデビュー、2014年に引退。
2020年にはAVN殿堂に選ばれた。